# تاو² بره
تاو² بره یک ستاره است که در صورت فلکی برج حمل قرار دارد.